# انقلاب دیجیتال
انقلاب دیجیتال را که از سال ۱۹۸۰ آغاز شده و تا امروز ادامه یافته، می‌توان به سادگی، تغییر از فناوری الکترونیک آنالوگ، به سوی فناوری دیجیتال نامید.
در مرکز این تحوّل، ترانزیستور و فناوری‌های مشتق شده از آن، مانند رایانه، تلفن همراه و دورنگار قرار دارند.

## در گذر زمان

### سرچشمه (۱۹۷۹- ۱۹۷۴)
با اختراع ترانزیستور در سال ۱۹۴۷، امکان ساخت رایانه‌های دیجیتال پیشرفته‌تری به وجود آمد. در سال‌های ۱۹۵۰ و ۱۹۶۰، ارتش، دولت‌ها و سازمان‌های دیگر صاحب سامانه‌های کامپیوتری شده بودند و جنبش whole earth سال ۱۹۶۰، دستمایه‌ای برای ساخت نهایی وب جهان‌گستر شد.
اولین رایانه‌های شخصی در سال ۱۹۷۰ پدیدار شدند، در حالی که رایانه‌های اشتراک زمانی تا اواخر دهه‌های ۱۹۷۰ و ۱۹۸۰ مورد استفاده قرار می‌گرفتند.

### دههٔ ۱۹۸۰
در دهه ۱۹۸۰، رایانه‌ها در کشورهای توسعه یافته برای عموم مردم به ماشین‌هایی آشنا تبدیل شده بودند و میلیون‌ها نفر به خرید رایانه برای استفاده خانگی روی آوردند. بین سال‌های ۱۹۸۲ تا ۱۹۹۴، نزدیک به ۱۷ میلیون دستگاه کمودور ۶۴، بفروش رفت.
در پایان دههٔ ۱۹۸۰، داشتن دست کم اندکی دانش رایانه برای بسیاری از مشاغل ضروری به نظر می‌رسید.

### دههٔ ۱۹۹۰
در سال ۱۹۹۲، وب جهان‌گستر به عموم عرضه شد و در سال ۱۹۹۶، اینترنت به ابزاری اصلی برای آگاهی‌رسانی تبدیل شده بود و بیشتر شرکت‌ها در تبلیغات شان، از یک وب‌گاه نیز نام می‌بردند. در سال ۱۹۹۹، تقریباً هر کشوری امکان اتصال به اینترنت را داشت و بیش از نیمی از مردم آمریکا بر مبنایی مشخص، از اینترنت استفاده می‌کردند.
در سال ۱۹۸۹، ۱۵٪ از خانوارهای ایالات متحده، صاحب رایانه بودند در حالی که در سال ۲۰۰۰، این رقم به ۵۱٪ افزایش یافت.
اگر چه تلفن‌های همراه در کشورهای غربی، به وسایلی پیش پا افتاده بدل شده بود، ولی در سینماها تبلیغاتی مبنی بر بیصدا کردن تلفن‌ها نمایش داده می‌شد!

### دههٔ ۲۰۰۰
پس از ایجاد تغییرات اساسی در جوامع غربی در دههٔ ۱۹۹۰، انقلاب دیجیتالی بین توده‌های دنیای در حال توسعهٔ دههٔ ۲۰۰۰، گسترش یافت.
در اواخر سال ۲۰۰۵، جمعیت استفاده‌کنندگان اینترنت از یک میلیارد گذشت و در ماه‌های پایانی این سال، نزدیک به سه میلیارد نفر از تلفن‌های همراه استفاده می‌کردند.

### دههٔ ۲۰۱۰
در سال ۲۰۱۰، تعداد کاربران اینترنت در سراسر جهان به بیش از ۲ میلیارد نفر رسید، یعنی دو برابر سال ۲۰۰۵. در دههٔ ۲۰۱۰، شبکه‌های اجتماعی که غالباً در دههٔ ۲۰۰۰ آغاز به کار کرده بودند، به موفّقیّت بسیار دست یافتند و برخی از آن‌ها همچون فیس‌بوک و توییتر توانستند به جمع ۱۰ وبسایت پربازدید راه یابند و صدها میلیون نفر را از سراسر نقاط جهان به خود جذب کنند. در سال ۲۰۱۲ تعداد کاربران شبکهٔ اجتماعی فیس‌بوک از مرز یک میلیارد نفر گذشت. (لازم به ذکر است که تنها ۷ سال پیش از این تعداد کاربران کلّ اینترنت نیز به یک میلیارد نفر نمی‌رسید) در این دهه رایانش ابری به امری پیش‌پاافتاده تبدیل شد. پیش‌بینی می‌شود که تا سال ۲۰۱۵، تعداد کسانی که برای استفاده از اینترنت از تبلت و موبایل استفاده می‌کنند از تعداد کسانی که از رایانهٔ شخصی برای این کار بهره می‌برند، پیشی بگیرد.

## فناوری‌های تبدیل یافته
- نوار گرامافون به لوح فشرده
- نوار سیستم ویدئو خانگی به دی‌وی‌دی
- پخش برنامهٔ آنالوگ به دیجیتال
- تلفن‌های همگانی (سکه‌ای و کارتی) به تلفن‌های همراه
- کتاب الکترونیک
- کابل دیجیتال
- ماشین‌تحریر به چاپگر

## تأثیرات بر روی جامعه
انقلاب دیجیتالی تغییرات مثبت و منفی زیادی را برای جامعه به همراه آورده‌است. پیوندهای بزرگتر، ارتباطات آسان‌تر و امکان افشای اطلاعاتی که در گذشته توسط رژیم‌های خودکامه به آسانی پنهان می‌شد، از آثار مثبت انقلاب دیجیتال است.
حجم عظیمی از اطلاعات و روبرویی با سربار آن، شکارچیان اینترنتی، تنزّل مقام صنعت موسیقی (قابل بحث)، کناره‌گیری از اجتماع و اجتماعی نشدن افراد، و اشباع رسانهها در اینترنت از تبعات منفی این انقلاب بوده‌است.